# سه تفنگدار (فیلم ۱۹۹۳)
سه تفنگدار (به انگلیسی: The Three Musketeers) فیلمی محصول سال ۱۹۹۳ آمریکا به کارگردانی استیون هرک است. این فیلم براساس رمان سه تفنگدار اثر الکساندر دوما ساخته شده‌است در این فیلم بازیگرانی همچون چارلی شین، کیفر ساترلند، کریس اودانل، اولیور پلات ایفای نقش کرده‌اند.

## خلاصه داستان
در سال ۱۶۲۵ دارتانیان (کریس اودانل) برای جایگزینی پدرش به پاریس مهاجرت می‌کند تا مانند او یک تفنگدار شود. او به سه تفنگدار ملحق می‌شود تا از جنگ احتمالی با انگلستان جلوگیری کند. دارتانیان به‌طور تصادفی مکالمه کاردینال ریشیلیو و می لیدی را که خواهان توطئه برای برپایی جنگ میان فرانسه وانگلستان هستند را می‌شنود و تصمیم می‌گیرد تا به کمک سه تفنگدار ثابت کند کاردینال قصد دارد تا به کشور خیانت کند و با انگلستان جنگ راه بیندازد. آن‌ها موفق می‌شوند می لیدی را دستگیر کنند و…

## بازیگران
- کریس اودانل در نقش دارتانیان
- ربکا د مورنی در نقش می لیدی دی وینتر
- کیفر ساترلند در نقش آتوس
- اولیور پلات در نقش پوروتوس
- چارلی شین در نقش آرامیس
- میکائیل وینکات در نقش کاپیتان ریشفورت
- پل مک‌گان در نقش جرارد و جوساسک
- ژولی دلپی در نقش کنستانت بونسیوکس، عشق دارتانیان
- گابریله انور در نقش ملکه آن
- هوگ اوکنور در نقش لوئی سیزدهم
- تیم کوری در نقش کاردینال ریشلیو